# Arby's
Arby's is een Amerikaanse fastfoodketen die bekendstaat om zijn broodjes met rosbief-vlees (in het Engels: Roast Beef). De keten heeft in de Verenigde Staten meer dan 3.400 restaurants en is hierdoor na Subway de grootste broodjesketen van dat land.

## Geschiedenis

### Oprichting van Arby's
Arby's werd in 1964 opgericht door Forrest Raffel en zijn jongere broer Leroy in Boardman (Ohio). Zij kochten ze in de jaren vijftig een klein restaurant van hun oom. De gebroeders Raffel zagen potentie in een fastfoodconcept door iets anders te serveren dan hamburgers. Ze zouden hun restaurant eerst "Big Tex" noemen maar deze naam werd reeds elders gebruikt. Daarom kozen ze voor de naam "Arby's". Deze naam is gebaseerd op de initialen van de Raffel Brothers, hoewel klanten denken dat de naam afkomstig is van rosbief (Roast Beef) (RB).
Forrest en Leroy openden op 23 juli 1964 hun eerste Arby's in Boardman. Ze serveerden alleen sandwiches met rosbief, friet en frisdranken. Om een meer luxe klantenkring aan te trekken was het interieur met opzet luxueuzer dan andere fastfoodketens in die tijd. Dit moest wel, want Arby's bood hun rosbief sandwiches aan voor $0,69, terwijl hamburgerketens maar $0,15 vroegen voor een hamburger.

### Jaren 70
In de jaren zeventig kende Arby's een sterke groei. Elk jaar kwamen er een vijftigtal nieuwe restaurants bij. Gedurende deze uitbreiding creëerde Arby's enkele nieuwe producten zoals milkshakes, hamburgers van kippenvlees en gekrulde frietjes. In 1970 probeerde Arby's, toen nog een familiebedrijf om een beursgenoteerd bedrijf te worden maar deze beursgang ging nooit door.
In 1976 verkochten de gebroeders Raffel hun onderneming aan de "Royal Crown Cola Company" voor 18 miljoen dollar. Voorwaarde was dat Leroy Raffel CEO moest blijven.

### Jaren 80
Door een overname in 1984 werd de "Royal Crown Cola Company" eigendom van "Triarc Companies, Inc.". De Arby's-ketens waren niet meer zo populair als in de jaren zestig en zeventig. Daarom werd Don Pierce, voormalige directeur van PepsiCo ingeschakeld om Arby's te doen herleven. Hij had het idee om het interieur te veranderen naar een old-school BBQ-concept. Echter sloeg dit concept niet aan en werd dit al snel stopgezet. Don Pierce verliet het bedrijf en verkocht al zijn 354 restaurants aan het bedrijf "RTM Restaurant Group". "RTM" was een franchisenemer van Arby's.

### Jaren 90
In 1992 ging Arby's internationaal opereren. Een franchisenemer , "Les Franchises P.R.A.G. Inc." opende de eerste Arby's in Quebec,Canada. Later kwamen er ook Arby’s in andere Canadese provincies. Wat uniek was aan de Canadese Arby's, was dat deze in Quebec het Frans-Canadese gerecht genaamd poutine verkochten. In 1993 opende Klinkenberg Food, de master franchisee nemer in Nederland, de eerste Arby’s in de Spuistraat in Den Haag.  Later volgde er ook een in Tilburg, Nederland. Echter was de keten in Nederland niet rendabel waardoor het datzelfde jaar alweer verdween.

### 2000 - heden
In 2002 ging de op één na grootste franchisenemer genaamd "Sybra Inc" failliet. Hierdoor gingen er 293 Arby's sluiten. Echter wilde de grootste franchisenemer genaamd "RTM" Sybra Inc. overnemen. Het bedrijf "Triarc Companies" wilde dit niet omdat ze vonden dat RTM hierdoor te groot zou worden. Er liep namelijk al een rechtszaak tegen RTM omdat de restaurants niet aangepast waren voor rolstoelgebruikers. Later in 2005 werd RTM overgekocht door de "Triarc Companies" zelf.
In 2008 kocht de "Triarc Companies, Inc." Wendy's over. Hierdoor veranderde het bedrijf zijn naam in "Wendy's/Arby's Group".
Begin 2011 kondigde Wendy's/Arby's Group aan dat ze op zoek waren naar een bedrijf dat Arby's wilde overnemen. Het bedrijf wilde zich namelijk richten op het merk Wendy's. Een aantal maanden later nam "Roark Capital Group" Arby's over. Het doopte de naam van hun bedrijf om naar "Arby's Restaurant Group, Inc". Toentertijd waren er een tal van Arby's-restaurants die verlies draaiden. Daarom namen ze het besluit om de minst presterende Arby's (in totaal 96 restaurants) te sluiten.
Eind 2017 kondigde Arby's aan dat het een aankoop had onderhandeld voor de restaurantketen Buffalo Wild Wings voor $2,4 miljard dollar. Als onderdeel van deze overname werd het moederbedrijf hernoemd van Arby's Restaurant Group, Inc. naar Inspire Brands.

## Producten

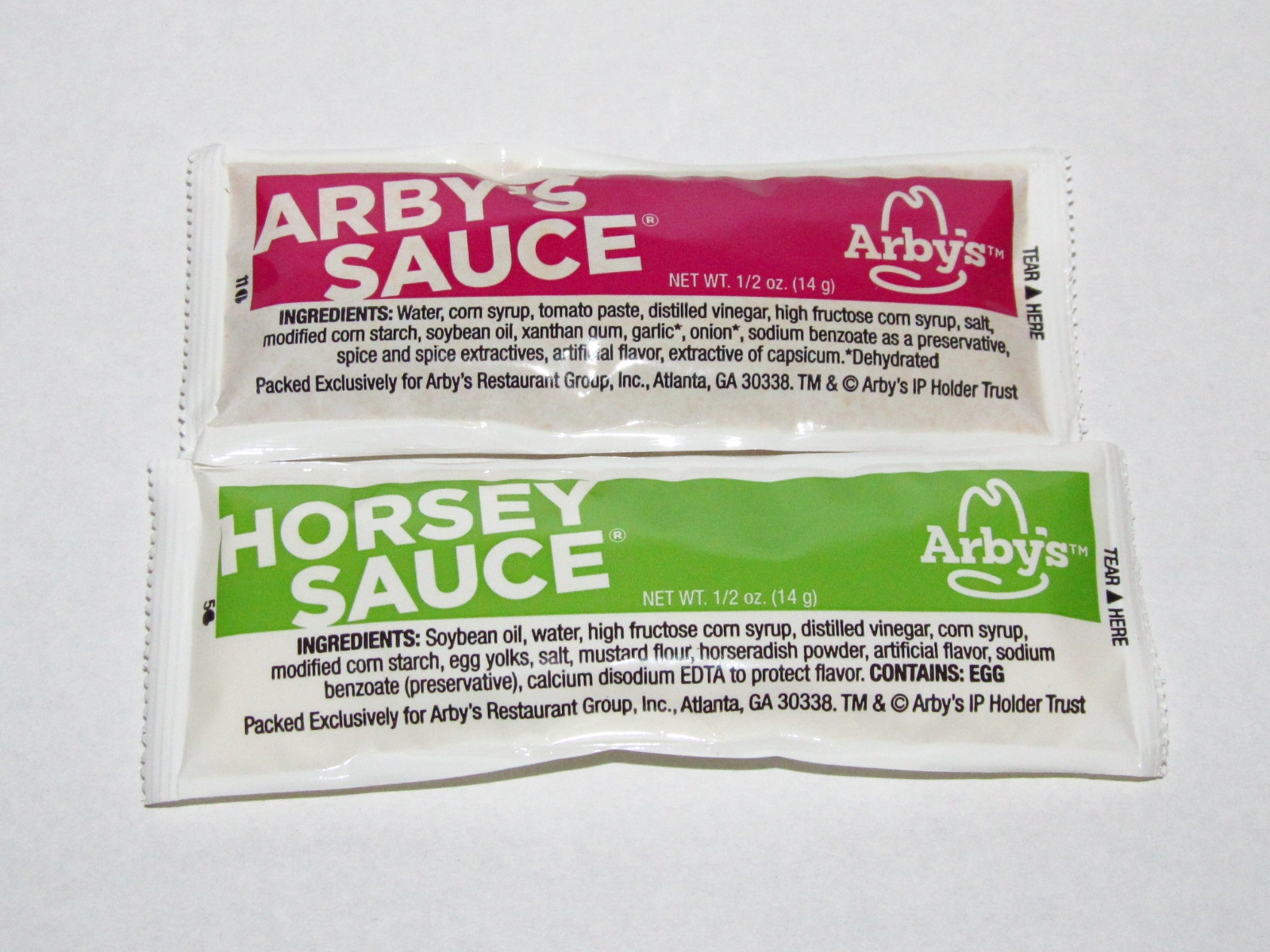
De sauzen die het bedrijf had gemaakt in de jaren zeventig

In de beginjaren verkocht Arby's enkel sandwiches met rosbief, chips en frisdranken. Later in de jaren zeventig kwamen er milkshakes, broodjes met gefrituurde kip, gesmolten kaas tussen de rosbief-sandwiches en gekrulde frietjes. Ook kwam het in de jaren zeventig met twee kenmerkende sauzen voor op de broodjes; de "Arby's Sauce" en de "Horsey Sauce".
In 1985 tachtig bracht men het "Baked potatoes" op het menu. Dit deden ze als gezonder alternatief voor hun gekrulde frietjes.

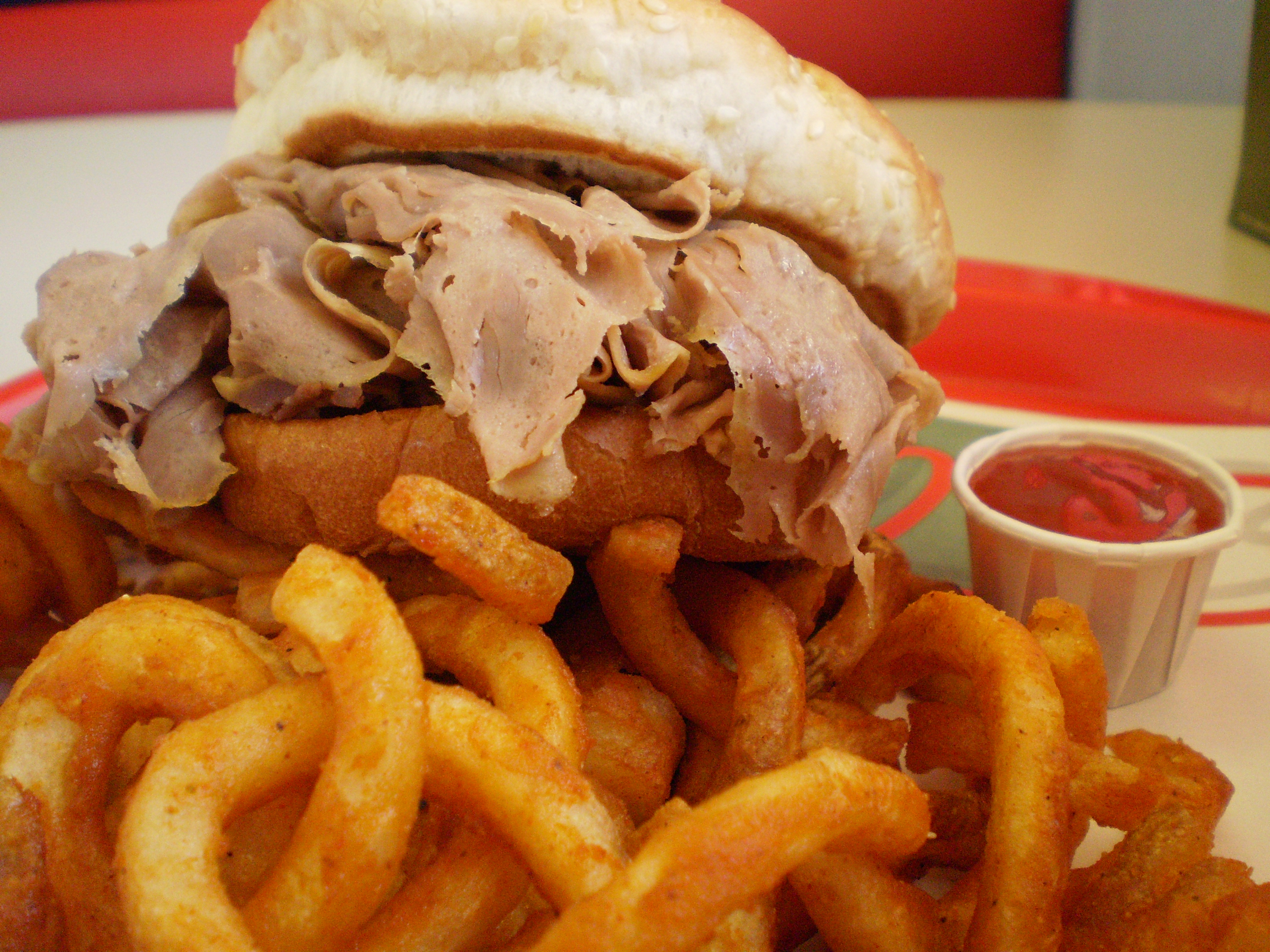
Rosbief-sandwich met gekrulde frietjes

In 1991 bracht het verschillende soorten broodjes en salades op de markt. Alle broodjes en salades waren onder de 300 kcal en meer dan 94% vetvrij. De oorspronkelijke reeks gezonde sandwiches omvatte Roast Beef en Swiss, Roast Turkey and Swiss, Roast Ham and Swiss en Roast Chicken Caesar.
Begin 2006 tekende Triarc Companies een contract met Pepsi, waardoor het de exclusieve frisdrankleverancier werd van Arby's. Eind 2017 kocht het bedrijf Buffalo Wild Wings over. Vanaf dat moment werden er Coca-Cola-dranken geserveerd.
In september 2014 introduceerde Arby's tijdelijk gyros aan. Gyros werd in 2006 al tijdelijk aangeboden. Sindsdien zijn ze in april 2016 een vaste waarde op het menu geworden.
Op 26 augustus 2015 introduceerde Arby's een reeks van vijf kleine sandwiches, genaamd "Sliders". Deze kleine broodjes hadden een lage prijs en leidde daardoor op veel locaties tot een stijging van de verkoop. Binnen een maand tijd verkocht het meer dan een miljoen Sliders. In 2016 en in 2017 werden er tijdelijk twee nieuwe Sliders toegevoegd.
In oktober 2016 kwam er via een lek naar buiten dat Arby's op het punt stond om een nieuw broodje naar buiten te brengen met hertenvlees. Dit broodje zou niet in alle Arby's te koop zijn, maar enkel in de belangrijkste staten waar ze op herten jagen. Wanneer dit nieuws officieel werd, was het broodje binnen een dag uitverkocht. Sindsdien is dit broodje een terugkerend menu-item dat in de hele VS is te verkrijgen.
In oktober 2017 kwam Ary's met een broodje met elandvlees. In oktober dat jaar erop kwam er een broodje met eendenborst.